# Desportiva e Cultural Metodista
Desportiva e Cultural Metodista – żeński klub piłki siatkowej z Brazylii. Swoją siedzibą w mieście São Paulo.